# Responsabilité du fait des produits de santé défectueux
La responsabilité du fait des produits de santé défectueux désigne la mise en œuvre de la responsabilité d’une personne produisant, distribuant ou fournissant un produit défectueux, causant un dommage à un utilisateur, dans le cadre d’une activité de santé.
Ce régime de responsabilité est issu de la directive européenne 85/374/CEE du 25 juillet 1985, transposée en droit interne français par la Loi no 98-389 du 19 mai 1998 relative à la responsabilité du fait des produits défectueux. Cette réglementation fait suite à plusieurs scandales sanitaires impliquant les produits de santé. En l’absence de celle-ci, les victimes ne pouvaient voir leur préjudice réparé que très difficilement par le biais des régimes de droit commun qu’offrent chaque pays. Portée par la volonté d’apporter une indemnisation aux personnes victimes de la défectuosité des produits, cette directive a permis de dégager un fondement commun à tous les États membres de l’Union Européenne facilitant l’action des victimes contre les personnes responsables et, a fortiori, leur indemnisation.
Par ailleurs, l’existence de ce régime spécifique n’exclut en aucun cas la subsistance des régimes de responsabilité de droit commun. Rien n’empêche à une victime d’un produit défectueux de fonder son action sur la base des régimes existants de responsabilité extra-contractuelle ou  contractuelle. Toutefois dans cette hypothèse, celle-ci ne bénéficiera pas des avantages du régime spécifique de responsabilité du fait des produits défectueux.
Bien que la loi relative à la responsabilité du fait des produits défectueux concerne tous types de produits, les produits de santé font l’objet d’une attention particulière en raison notamment des progrès et des problématiques que pose la médecine moderne. Dans une société où les risques sont de moins en moins admis, surtout en ce qui concerne la médecine, ce régime prend toute sa place et la défectuosité des produits de santé, pouvant être à l’origine de crises sanitaires alimente une jurisprudence qui en précisera le régime.

## Réglementation

### Le régime français mis en place par la directive européenne du 25 juillet 1985
La directive 85/374/CEE du Conseil du 25 juillet 1985, relative au rapprochement des dispositions législatives, réglementaires et administratives des États membres en matière de responsabilité du fait des produits défectueux, établit un nouveau régime de responsabilité, autonome, par rapport aux régimes de responsabilité pour faute ou sans faute et aux régimes de responsabilité contractuelle ou extra-contractuelle. Elle entend effacer les disparités existantes entre les législations des États membres qui sont susceptibles d’entrainer des différences dans le niveau de protection de l’utilisateur lorsqu’il est victime d’un produit défectueux. 
Ce régime de responsabilité n’exclut pas les voies de droit commun qui sont toujours ouvertes pour les justiciables. L’application d’autres régimes de responsabilité reposant sur des fondements différents est donc possible. Ainsi en est-il de la garantie des vices cachés ou de la faute. De plus, est laissé aux États membres certaines options qu’ils sont libres d’adopter ou non.
Cette directive qui s’est appuyée sur les travaux réalisés dans le cadre du Conseil de l’Europe du 27 janvier 1977 portant sur la responsabilité du fait des produits en cas de lésions corporelles ou de décès fait l’objet d’un suivi spécifique et a été modifiée à plusieurs reprises par le Conseil, sur proposition de la Commission. Ainsi, tous les cinq ans, la Commission européenne adresse un rapport au Conseil relatif à la mise en œuvre de cette directive. Deux groupes de travail ont été créés afin d’assister la Commission dans sa mission d’examen et de suivi continu de la législation en matière de responsabilité du fait des produits et démontrent une volonté de renforcer la protection et la sécurité des utilisateurs des produits. 
De plus, la Cour de justice de l’Union Européenne s’est prononcée à plusieurs reprises afin de préciser les dispositions de la directive et harmoniser l’interprétation qui en est faite par les différentes juridictions nationales.
La transposition en droit interne de cette directive a été longue et mouvementée. La loi du 19 mai 1998 relative à la responsabilité du fait des produits défectueux intervient treize ans après la mise en œuvre de la directive et fait suite à un arrêt en manquement de la Cour de Justice de l'Union Européenne (à l'époque Cour de Justice des Communautés Européenne) du 13 janvier 1993, un avis de la Commission du 28 novembre 1995, et une évaluation d’astreintes journalières en date du 8 janvier 1997. Elle intègre les dispositions de la directive au sein d’un titre IV du livre III du Code civil intitulé « De la responsabilité du fait des produits défectueux » correspondant aux articles 1386-1 à 1386-18 du Code civil.
Cette transposition tardive étant de plus, incorrecte, la CJCE condamne une nouvelle fois la France au cours de deux arrêts du 25 avril 2002 et du 14 mars 2006. En effet, la directive prévoyait une franchise de 500 euros (c’est-à-dire que ce régime ne peut être invoqué que pour les produits d’une valeur supérieure à 500 euros) que la France n’avait pas mis en place. Par ailleurs, une assimilation était faite entre le producteur et le fournisseur du produit. Enfin, cette loi instaurait une obligation de suivi du producteur qui n’était pas prévue par la directive. 
Deux lois successives ont été nécessaires à la transposition correcte de la directive, à savoir la loi du 9 décembre 2004 de simplification du droit et la loi du 5 avril 2006.
Cette transposition permet la mise en œuvre d’un régime de responsabilité de plein droit, objectif, c’est-à-dire qu’il n’est fondé sur aucune faute. Pour obtenir réparation, la victime d’un dommage résultant d’un produit défectueux n’aura pas à démontrer l’existence d’une faute commise mais uniquement la défectuosité du produit de santé, le dommage qu’il lui a causé ainsi que le lien de causalité entre le défaut et le dommage. Ce régime se veut favorable pour les victimes puisque auparavant, ces dernières ne pouvaient être indemnisées que dans le cas où une faute avait été commise par le producteur. Or, cette faute était extrêmement difficile à établir voire inexistante. 
Il est à noter que ce régime de responsabilité du fait des produits défectueux ne concerne que les produits mis en œuvre à partir du 31 juillet 1988, date limite à laquelle la transposition de la directive devait s’effectuer. Les nouvelles dispositions instaurées par l’article 29 de la loi du 9 décembre 2004 sont quant à elles, applicables aux produits mis en circulation après le 21 mai 1998, sauf s’ils sont impliqués dans un litige ayant donné lieu à une décision de justice définitive avant le 11 décembre 2004.
Par ailleurs, la France a choisi de mettre en place une exonération pour risque de développement. Il s’agissait d’une des options laissées à la libre appréciation des États membres. Toutefois, tous les produits ne peuvent pas bénéficier d’une telle exonération. Ainsi en est-il des produits issus du corps humain.

### Réglementation européenne

#### Italie
L’Italie a transposé la directive européenne du 25 juillet 1985 par un décret présidentiel en date du 24 mai 1988 soit beaucoup plus rapidement que ne l’a fait la France. Toutefois, ce n’est qu’en 2005, par un autre décret législatif, que les dispositions relatives au droit des produits de santé défectueux ont été insérées dans le code de la consommation italien aux articles 114 et suivants. Il s’agit d’un régime de responsabilité extra-contractuelle.
Pour le droit italien, comme en France, le producteur est la première personne responsable et se définit comme la personne « se présentant comme telle, qui a apposé son propre nom, la marche ou un signe distinctif sur le produit ou sur la confection » (article 15 du code de la consommation italien). Est également producteur le fournisseur de service ou son intermédiaire (article 3.1d du code de la consommation italien). Dès lors que le producteur n’est pas identifié, c’est le fournisseur qui est responsable du fait du produit de santé défectueux (article 116 n. 1 du code de la consommation italien).
De la même manière qu’en France, producteur et fournisseur peuvent être retenus responsables in solidum (art.121 du code de la consommation) au cas où ils auraient procédé ensemble à la fabrication du produit.
La question qui se pose est de savoir quand est ce qu’un produit peut, dans le régime de droit italien, être considéré comme défectueux. Il peut l’être soit intrinsèquement, par sa nature, soit par rapport à sa présentation, son utilisation ou le moment de sa mise en circulation (art. 117 point 1 du code de la consommation).
La Cour de cassation affirme de manière constante que la responsabilité du fait des produits défectueux a un caractère objectif qui permet d’engager la responsabilité du producteur dès lors qu’il y a une probabilité élevée de défectuosité. Autrement dit, la certitude n’est pas exigée. Il revient, comme en France, à la victime de prouver qu’elle a subi un dommage, que le produit est défectueux et qu’il existe un lien de causalité entre la défectuosité du produit et le dommage. En revanche, la victime ne doit pas prouver la faute du producteur. Le producteur est responsable du dommage patrimonial et extra-patrimonial subi par la victime. De plus, ce régime spécial de responsabilité permet la résolution du contrat.
Le régime italien pose deux limites concernant le dommage indemnisable : une qualitative et une quantitative. Seul le dommage corporel est indemnisable (limite qualitative) et le dommage causé aux choses est indemnisable uniquement si la valeur du bien est supérieure à la somme de 387 euros (limite quantitative).
Cependant, il existe aussi, comme dans le régime juridique français, des causes d’exonération de responsabilité du producteur qui se trouvent à l’article 118 du code de la consommation et qui sont identiques à celles de droit français. Le régime juridique italien parle notamment de « l’état des connaissances scientifiques et techniques » qui rappelle les « données acquises de la science » du droit français.
In fine, le régime juridique italien prévoit que la victime peut, dans un délai de 10 ans sous peine de déchéance, exercer une action en justice dès lors qu’un produit a été commercialisé dans l’Union Européenne (art. 126 du code de la consommation). De plus, il existe un délai de prescription de trois ans dès lors que la victime a eu connaissance du dommage, du caractère défectueux du produit ainsi que de l’identité du responsable (art. 125 du code de la consommation).

#### Roumanie
La transposition de la directive du 25 juillet 1985 par la Roumanie s’effectue partiellement par l’Ordonnance du gouvernement no 21/1992 relative à la protection des consommateurs. Une transposition plus complète de la directive intervient avec la Loi no 240/2004 relative à la responsabilité du producteur du fait des dommages causés par les produits défectueux et établit les conditions de responsabilité du producteur du fait des produits défectueux.
De la même manière qu’en France, trois conditions cumulatives sont nécessaires pour engager la responsabilité sans faute du producteur du produit. Tout d’abord, le produit mis en circulation doit être défectueux. L’article 2 alinéa 1 de la loi no 240/2004 précise qu’un produit est défectueux lorsqu’il n’offre pas la sécurité à laquelle on peut légitimement s’attendre, tenant compte de toutes les circonstances, notamment de la présentation du produit, de l’usage qui peut en être raisonnablement attendu du moment de sa mise en circulation. Également, un dommage doit être constaté. Le produit défectueux doit affecter la vie, l’intégrité corporelle, la santé ou les biens d’une personne. Enfin, un rapport de causalité entre la défectuosité et le dommage doit être établi.
La charge de la preuve repose sur la victime qui doit prouver la défectuosité du produit, le dommage et le lien de causalité. Il s’agit donc également d’un régime de responsabilité objectif qui ne suppose pas de faute du producteur.
L’action se prescrit par 3 ans à compter de la date à partir de laquelle le demandeur a eu, ou aurait dû avoir connaissance du dommage, du défaut et de l’identité du producteur. Également, la victime ne peut plus agir contre le producteur au-delà de 10 ans à compter de la date de mise en circulation du produit. Le tribunal compétent est celui qui se situe dans le ressort duquel se trouve le siège social ou le domicile du défendeur.

#### Royaume-Uni
La directive 85/374/EEC a été transposée en droit anglais par le « Consumer Protection Act » 1987 (CPA) (loi sur la protection des consommateurs). En droit anglais, il existe trois fondements pour engager une action en responsabilité des produits défectueux. 
Lors d’une action en négligence, le requérant doit démontrer que le défendeur lui devait une obligation de diligence, qu’il a manqué à ce devoir, et que ce manquement a causé un dommage au requérant. Les actions sont souvent menées contre le fabricant du produit de santé défectueux, mais elles peuvent concerner d’autres membres de la chaine de production si une faute est prouvée. Les docteurs prescrivant des médicaments peuvent aussi être tenus responsables de négligence, s’ils prescrivent des médicaments contre-indiqués par exemple, ou les pharmaciens, s’ils dispensent des médicaments ne respectant pas les prescriptions du médecin. Le fabricant peut être exonéré s’il prouve qu’il a été diligent dans le développement et commercialisation du produit. Le requérant a trois ans pour engager des poursuites et le délai commence à courir à partir de la date où le dommage survient ou à la date à partir de laquelle le requérant connait des faits de négligence. 
Selon le CPA, un produit est défectueux s’il ne respecte pas les standards de sécurité auxquels une personne peut légitimement s’attendre. La sûreté du produit s’analyse en fonction d’un faisceau d’indice, comprenant les notices d’informations qui accompagnent le produit et la manière dont il a été commercialisé. La responsabilité du fabricant est sans faute : il n’est pas nécessaire de prouver que le fabricant est responsable de la défectuosité du produit. Le requérant doit seulement prouver un défaut et un lien entre le défaut et le dommage.  Le distributeur du produit de santé peut être tenu responsable à la place du fabricant s’il n’informe pas le requérant de l’identité du fabricant ou de l’entité qui lui a fourni le produit. Le CPA s’applique aux produits défectueux placés sur le marché depuis le 1er mars 1988. Avant cette date, l’action doit se fonder sur le terrain de la négligence ou des relations contractuelles. Le CPA prévoit des exonérations permettant au défendeur de ne pas être tenu responsable si entre autres, il n’a pas fourni le produit, s’il n’est pas le producteur, si le défaut n’existait pas quand le produit a été fourni. Le requérant a ici aussi 3 ans pour commencer l’action. L’action ne peut pas être commencée 10 ans après que le produit a été fourni. 
La responsabilité contractuelle dépend des termes du contrat. Le vendeur ne sera pas responsable pour les fautes qui ont été portées à la connaissance de l’acheteur avant le contrat, ou que l’acheteur aurait dû découvrir en examinant le produit. La possibilité d’exclure ou de restreindre la responsabilité est limitée. Les actions pour rupture du contrat ne peuvent être engagées que contre le distributeur du produit défectueux ayant fourni le produit à une personne ayant subi un dommage. Ces actions contractuelles ne sont généralement disponibles que lors que les produits de santé sont en vente libre. Il n’existe pas d’exonération mais l’action n’aboutira pas si le requérant ne peut pas prouver une violation du contrat et des dommages dus à cette violation. Le requérant a 6 ans pour commencer son action, à partir de la date de violation du contrat.
En droit anglais, le requérant peut engager une action de groupe, où des demandes individuelles sont agrégées dans une seule affaire. Le requérant pourra obtenir des dommages et intérêts, et des dommages punitifs pourront être alloués en responsabilité délictuelle.

### Règlementations extra-communautaires

#### Suisse
Bien que la Suisse ne soit pas un État membre de l’Espace économique européen, elle a tout de même fait le choix de transposer la directive européenne du 25 juillet 1985 dans la loi fédérale sur la responsabilité du fait des produits de 1994. 
Le produit défectueux est celui qui n’offre pas la sécurité à laquelle on peut légitimement s’attendre compte tenu de toutes les circonstances ». Il n’est fait aucune distinction des défauts selon leur cause. Les attentes objectives de l’utilisateur moyen sont un élément permettant de déterminer le caractère défectueux ou non du produit. 
D’après la loi suisse sur la responsabilité du fait des produits, un produit est défectueux lorsqu’il ne satisfait pas aux exigences essentielles même si la déclaration de conformité a été constituée. Le produit sera considéré comme défectueux si le défaut est antérieur à sa mise en circulation. 
Dans un arrêt récent, le tribunal fédéral précise que la victime « n'a pas à prouver la cause du défaut, mais uniquement que le produit ne présente pas le degré de sécurité pouvant être légitimement attendu du consommateur moyen, compte tenu des circonstances ». Toutefois, prouver la défectuosité du produit peut s’avérer délicat. Le tribunal fédéral a récemment insisté sur « l’état de nécessité en matière de preuve » qui admet un allègement de la preuve. Il y a état de nécessité lorsque par la nature même de l’affaire, une preuve stricte n’est pas possible ou ne peut être raisonnablement exigée, en particulier si les faits allégués par la partie qui supporte le fardeau ne peuvent être établies qu’indirectement et par les indices (…). Le degré de preuve requis se limite alors à la vraisemblance prépondérante. Cette vraisemblance prépondérante suppose que des motifs importants plaident pour l’exactitude d’une allégation, sans que d’autres possibilité ne revêtent une importance significative ou n’entre raisonnablement en considération.

#### Fédération deRussie

##### Notion de produit de santé défectueux
Pendant longtemps, la fédération de Russie n’avait pas de législation spécifique en matière de produits de santé défectueux. La loi 61-FZ relative à la circulation de médicament en date du 12 avril 2010 comble ce vide et éclairci la notion de produits défectueux. 
Un médicament défectueux désigne un produit non conforme à la pharmacopée, à « l’Active Substance Master File » (document renfermant des informations sur le mode de préparation d'une substance active médicamenteuse et sur la qualité de celle-ci), ou qui ne répond pas aux exigences de qualité, innocuité et efficacité déclarée à l’Agence du médicament. 
Son champ d’application recouvre les médicaments orphelins, biologiques, biotechnologiques, immunobiologiques, génothérapeutiques, narcotiques, stupéfiants, radiopharmaceutiques, génériques, homéopathiques, produits sanguins, à la base de tissus organiques, à la base de plantes, synthétiques. 
Les dispositifs médicaux disposent d’un régime spécial mis en place par la loi N323-FZ du 21 novembre 2011, sur le fondement de la sécurité sanitaire des citoyens.

##### Le régime de responsabilité du fait des produits de santé défectueux
Ce régime n’est précisé que par le biais de la loi N 532-FZ du 23 janvier 2015 qui éparpille cette responsabilité dans une multiplicité de codes (code pénal, civil et administratif) ainsi que dans les décrets du Ministère de la Santé et du Roszdravnadzor (instance russe de pharmacovigilance).
Plusieurs conditions sont nécessaires pour retenir la responsabilité d’un acteur du fait d’un produit défectueux. Un régime mixte est mis en place en fonction des différents acteurs. En effet coexiste un régime de responsabilité pour faute et sans faute. 
Les personnes pouvant être responsables sont diverses : le producteur, le fournisseur, les pharmacies d’officine et diverses autres personnes physiques ou morales peuvent voir leur responsabilité engagée en raison d’un défaut du produit de santé. 
Seul le producteur peut voir sa responsabilité engagée en l’absence de faute.

##### La réparation du préjudice
La question de la réparation du préjudice est traitée par le chapitre 59 du code civil russe. Le préjudice causé à raison d’un produit défectueux fera l’objet d’une réparation intégrale et solidaire. La réparation de la victime pourra être complétée par l’invocation de divers chefs de préjudices et notamment le préjudice moral. 
Par ailleurs, outre la réparation du préjudice subi par la victime du fait du produit de santé défectueux, des sanctions complémentaires peuvent être retenue à l’encontre de la personne responsable (amende, fermeture temporaire ou définitive de l’établissement, emprisonnement). Enfin, l’action est prescrite au bout de 10 ans.

#### États-Unis

##### Le régime
Les produits de santé sont soumis au Food and Drug Administration Act de 1988 qui institue la Food and Drug Administration (FDA : autorité nationale responsable des produits de santé correspondant à l’ANSM en France).
Aux États-Unis, la mise en œuvre de la responsabilité du fait d’un produit défectueux dépend de la législation de chaque État fédéré. Toutefois, il existe des législations fédérales particulières. Ainsi en est-il du Fédéral Injury Act (1986) pour les dispositifs médicaux implantés et du National Childhood Vaccine Injury Act de 1986 relatif aux dommages relatifs survenus dans le cadre des vaccinations obligatoires. Face à la défectuosité des vaccins, a été mis en place un régime de responsabilité sans faute. Par ailleurs, l’indemnisation des victimes se fait par le biais d’un fonds d’indemnisation. De plus, la doctrine et les différents Restament of law ont permis une harmonisation partielle des règles applicables en la matière. 
Contrairement au régime de responsabilité mis en place au sein de l’Union Européenne, la responsabilité du fabricant ou du fournisseur peut être engagée sur plusieurs fondements :
- La strict liability est un concept dégagé par la haute cour de Californie dans ses arrêts Escola contre Coca Cola Bottling de 1944[26] et Greenman contre Yuba Power de 1963[27]. Le fabricant sera responsable à condition que la victime prouve la défectuosité du produit le rendant dangereux, le dommage ainsi que le lien de causalité entre le défaut et le dommage. Le requérant peut être une victime directe ou par ricochet.
- La négligence permet d’engager la responsabilité du fabricant si celui-ci commet une faute. La victime devra apporter la preuve d’une obligation violée qui pesait sur le fabricant, d’un dommage, d’un lien de causalité entre la violation de l’obligation et la survenance du dommage. La doctrine distingue deux types de négligence à savoir  la negligence per se (en) et la négligence res ipsa loquitur (en).
- La violation d’une garantie (manquement au devoir d’information ; manquement à la sécurité à laquelle peut légitimement attendre du produit).

La spécificité du régime mis en place aux États-Unis explique que des actions individuelles ou collectives (par le biais de la class action) soient dirigées à l’encontre du fabricant ou du fournisseur d’un  produit de santé défectueux.

##### L’action en responsabilité
Deux types de fondements de l'action en responsabilité peuvent être différenciés.
L’action peut être engagée en raison de divers types de défauts :
- d’un défaut de fabrication (sans faute du fabricant),
- d’un défaut de conception (en présence d’une faute du fabricant renversant le rapport entre les bénéfices et les risques),
- d’un défaut d’information  (requiert une faute de commission du fabricant par la délivrance de fausses informations ou une faute d’omission en ne déclarant pas les bonnes informations).

L’action peut également être engagée pour un type imprécis de défaut en raison :
- du dysfonctionnement manifeste du produit lorsque celui-ci est entaché d’un défaut le rendant impropre à l’usage que le consommateur est en droit d’attendre. Il revient au fabricant de prouver que le produit fonctionnait normalement,
- du manquement à une norme de sécurité en cas de faute du fabricant c’est-à-dire lorsque les normes légales ou règlementaires n’ont pas été respectées,
- du manquement à l’obligation de suivi. Pèse sur les fabricants une obligation d’actualisation des risques.

##### Conditions de mise en œuvre de la responsabilité
Un dommage corporel ou matériel est nécessaire afin de mettre en œuvre la responsabilité du producteur du fait d’un produit défectueux. Ainsi est exclue l'indemnisation des dommages subis par le produit défectueux lui-même ainsi que les dommages économiques. 
La faute de la victime n’est pas une cause exonératoire de la responsabilité du producteur celle-ci pouvant uniquement réduire l’indemnisation due.
Conformément au  régime mis en place par les États-Unis, l’indemnisation de la victime sera composée des dommages et intérêts compensatoires et des dommages et intérêts punitifs (limités à 250 000 $ ou deux fois le montant des dommages et intérêts compensatoires accordés).

## Champ d’application

### Le produit

#### La notion de produit
La directive européenne de 1985 entendait la notion de produit comme les seuls biens mobiliers faisant l’objet d’une production industrielle en excluant les produits agricoles et les produits de la chasse, tout en laissant la possibilité aux États membres de déroger à cette définition restrictive (Article 2 et 15 de la directive). La France a ainsi choisi de retenir une définition plus large de la notion de produit. De ce fait, on entend par produit « tout bien meuble, même s’il est incorporé dans un immeuble, y compris les produits du sol, de l’élevage, de la chasse et de la pêche. L’électricité est considérée comme un produit » (article 1386-3 du Code civil).

#### La notion de produit de santé
La notion de produit de santé est une notion large et récente. Elle est juridiquement consacrée par la loi du 1er juillet 1998 qui crée l’Agence Française de Sécurité Sanitaire des Produits de Santé (AFSSAPS) et apparaît sous l’article L5311-1 du Code de la santé publique qui procède à une énumération des produits de santé. Toutefois, il n’existe pas véritablement de définition des produits de santé. Cette notion ne peut s’appréhender qu’au travers de la liste établie au sein du code de la santé publique. 
Sont ainsi considérés comme des produits de santé « les médicaments, les produits contraceptifs, les dispositifs médicaux, les dispositifs médicaux de diagnostic in vitro, les produits sanguins labiles, les organes, tissus, cellules et produits d'origine humaine ou animale, les produits cellulaires à finalité thérapeutique, le lait maternel collecté, qualifié et conservé par les lactariums, les produits destinés à l'entretien ou à l'application des lentilles de contact, les produits thérapeutiques annexes, les lentilles oculaires non correctrices, les produits cosmétiques, les produits de tatouage ».
Les produits de santé étant des produits sensibles, ils sont soumis à des contrôles fréquents et rigoureux avant et après leur mise en circulation. L’Agence Nationale de Sécurité du Médicament et des produits de santé (ANSM, anciennement AFSSAPS) est chargée de ces contrôles.

#### La notion de produit défectueux
On entend par produit défectueux celui qui n’offre pas la « sécurité à laquelle on peut légitimement s’attendre » (article 1245-3 du Code civil, reprenant à l'identique l'art. 1386-4 ancien du Code civil). Cette définition laissant une large marge d’appréciation, le juge a progressivement précisé cette notion de défectuosité. 
Par ailleurs, « un produit ne peut être considéré comme défectueux par le seul fait qu’un autre plus perfectionné, a été mis postérieurement en circulation » (article 1386-4 alinéa 2). Un produit obsolète n’est donc pas un produit défectueux tout comme un produit dangereux n’est pas nécessairement défectueux. Ceci est d’autant plus vrai que les produits de santé sont par nature des produits dangereux. Toutefois, un produit défectueux peut être un produit qui n’a pas donné lieu à une suffisante information concernant sa dangerosité.
Dans son appréciation du caractère défectueux du produit, le juge tient compte :
- De la présentation du produit qui suppose la délivrance au public de l’information sur les conditions d’emploi ainsi que les risques éventuels liés à l’utilisation. Cette information doit être la plus complète possible[33] et repose sur une obligation d’information qui incombe à tous les professionnels de santé.
- De l’usage qui peut en être raisonnablement attendu. Il s’agit pour le producteur de prévoir l’ensemble des utilisations qui pourront légitimement être faites par les individus. En matière de médicament et en cas de prescription en dehors des indications prévues, la responsabilité du producteur ne pourra pas être retenu puisque cet usage, dans cette indication n’était pas attendu.
- Du moment de sa mise en circulation c’est-à-dire le moment où le producteur s’est dessaisi volontairement du produit. Un produit ne fait l’objet que d’une seule mise en circulation[34]. Celle-ci est présumée et il appartient au producteur de prouver qu’il n’a pas procédé à cette mise en circulation afin de ne pas voir sa responsabilité engagée. La CJUE a précisé que la date de mise en circulation correspond à la date où le produit est sorti du processus de fabrication mis en place par le producteur pour passer dans le processus de commercialisation[35].

### Les personnes responsables

#### Le producteur
Est considéré comme producteur le « fabricant d’un produit fini, le producteur d’une matière première ou le fabricant d’une partie composante, et tout personne qui se présente comme producteur en apposant sur le produit son nom, sa marque ou tout autre signe distinctif ». 
La notion de producteur est donc large et permet de prendre en considération de nombreux acteurs : entreprises pharmaceutiques, fabricants de dispositifs médicaux, de produits cosmétiques, compléments alimentaires, de produits diététiques, mais aussi l'Établissement français du sang, les établissements et organismes de santé se prêtant au prélèvement et à la préparation d'organes, de cellules et de tissus issus du corps humain (comme les banques de sperme).
Le producteur est responsable du dommage causé par un défaut de son produit, même en l’absence de contrat avec la victime. Face à la multitude d’acteurs intervenants dans le processus de fabrication du produit, plusieurs producteurs existent pour le même produit. Afin de faciliter l’action de la victime il est prévu une responsabilité solidaire des producteurs. La victime peut réclamer la réparation intégrale du préjudice à n’importe lequel des producteurs. Ces derniers pourront par la suite exercer une action récursoire à l’encontre des autres producteurs.

#### Le distributeur
Le distributeur ou fournisseur était à l’origine assimilé aux producteurs par la loi du 19 mai 1998 afin de favoriser l’action des victimes. Cette possibilité n’était toutefois pas conforme à la Directive et la France a du mettre sa réglementation en conformité. Ainsi, la responsabilité du distributeur ne peut intervenir que subsidiairement à savoir lorsque l’identité du producteur n’est pas connue ou n’a pu être raisonnablement identifié par la victime. Notons que doit être laissé au distributeur la possibilité de délivrer à la victime l’identité dudit producteur dans les trois mois. 
Par ailleurs, la cour de justice de l’Union Européenne a précisé que la volonté d’harmonisation de la directive s’oppose à ce que soit assimilés les distributeurs aux producteurs.
Les distributeurs et en particulier les pharmaciens, ne sont pas responsables du défaut de sécurité des médicaments qu’ils dispensent. On peut en déduire que si le pharmacien est responsable quand il commet une faute, celui-ci ne peut être tenu responsable de la défectuosité du produit.

#### L'importateur
Est assimilé à un producteur toute personne agissant à titre professionnel qui importe un produit dans l’Union Européenne. L’importateur est défini par l’Article R5124-2 du code de la santé publique comme « l’entreprise ou l’organisme se livrant, en vue de leur vente en gros, de leur cession à titre gratuit ou de leur expérimentation sur l’homme, à l’importation, au stockage, au contrôle de la qualité et à la libération des lots de médicaments (…) en provenance :
- d'États non membres de la Communauté européenne et non parties à l'accord sur l'Espace économique européen ;
- ou d'autres États membres de la Communauté européenne ou parties à l'accord sur l'Espace économique européen lorsque les médicaments, produits ou objets ont été fabriqués par un établissement non autorisé ».

#### L'utilisateur
La France dispose d’une organisation sanitaire particulière composée d’établissements publics et privés de santé. La question s’est posée de savoir qui doit être responsable en cas de défectuosité des produits de santé au sein des établissements publics de santé utilisateurs des produits à l’occasion de prestations de soins.

##### Utilisation par les professionnels et établissements de santé privés de produits défectueux
La nature contractuelle de la relation entre le patient et un professionnel ou établissement de santé privé explique que la responsabilité de ces derniers ne pourra être engagé qu’en cas de faute. Plusieurs obligations de sécurité ont ainsi été mises à la charge de ces derniers qui seront soit de moyen, soit de résultat en fonction de l’acte médical réalisé.
Se fondant sur la jurisprudence de la cour de Justice, les prestataires de soins sont exclus du champ d’application de la directive lorsqu’ils ont la qualité d’utilisateurs des produits de santé. La cour de cassation estime en effet qu’un utilisateur de produit de santé ne pas être considéré responsable sans faute des dommages causés par des produits ou matériels défectueux qu’il utilise dans l’exercice de son art sauf s’il en est lui-même producteur. Ainsi, la directive n’est pas applicable aux utilisateurs de produits de santé et il sera nécessaire de rechercher la responsabilité de l’utilisateur sur les fondements classiques. Cette position a été confirmée par la Cour de Cassation le 20 mars 2013 concernant la fourniture par des chirurgiens-dentistes de prestations de conception et délivrance d’appareillage

##### Utilisation par les établissements publics de santé
La juridiction administrative a élaboré un régime très protecteur des victimes dans le cadre du service public hospitalier. En effet, depuis l’Arrêt Marzouk du 9 juillet 2003, le Conseil d’Etat retient la responsabilité sans faute du service public hospitalier pour les conséquences dommageables du fait de la défectuosité des produits et appareils utilisés. Cette jurisprudence a été étendue aux dispositifs médicaux en 2004. Ainsi les établissements publics de santé, utilisateurs de produits de santé peuvent être considérés responsables même en l’absence de faute de la défectuosité des produits. Ce régime très favorable aux victimes, en raison d’une action contre les établissements publics de santé se prescrivant par dix ans au lieu de trois dans le cadre de l’action conte le producteur de produits défectueux, crée toutefois une différence selon que la victime ait fait appel à un établissement public ou privé de soin. En effet, la cour de cassation n’a jamais adopté une telle position et n’engage la responsabilité des professionnels de santé qu’en cas de faute lorsqu’ils ont recours aux produits de santé nécessaires à leur activité.
Cette question concernant la responsabilité de l’établissement public de santé a été très controversée. En effet, la directive précise que dès lors que l’identité du producteur est connu, le fournisseur ne peut être déclaré responsable sans faute des dommages causés par un produit de santé défectueux. Face à cette difficulté d’interprétation, le Conseil d’État a renvoyé une question préjudicielle à la CJCE dans le but de savoir s’il était possible de maintenir cette responsabilité sans faute des établissements publics de santé. Cette dernière a précisé que les établissements publics de santé utilisateurs d’un produit de santé à l’occasion d’une prestation de soin ne sont pas dans le champ d’application de la directive. Toutefois, cela n’exclut pas la possibilité pour les États membres de créer un tel régime de responsabilité si cela n’empêche pas la victime d’agir contre le producteur. Cette position a par la suite été réaffirmé par le Conseil d’État.

#### L'État

##### Responsabilité de l’État du fait des produits défectueux
La question se pose de savoir si cette responsabilité est une responsabilité pour faute ou sans faute.
Concernant les médicaments, la juridiction administrative exigeait une faute d’une particulière gravité afin d’engager la responsabilité de l’État voire une faute lourde. Toutefois, à partir des années 1990, le Conseil d’État abandonne cette exigence. Ceci permet d’engager la responsabilité de l’État pour une faute simple dans l’organisation, la réglementation et le contrôle des centres de transfusion sanguine au début de l’affaire du sang contaminé.
Également, concernant les vaccinations obligatoires, le législateur a mis en place un régime de responsabilité sans faute de l’État sous réserve pour la victime de prouver le lien entre la vaccination et le dommage. Cette preuve est souvent difficile à apporter comme en témoigne la multitude d’affaires relatives à la responsabilité du fait des produits de santé défectueux.
Depuis 2004, cette indemnisation se fait par le biais de l’Office National d’indemnisation des accidents médicaux et des affections nosocomiales (ONIAM).

##### Responsabilité de l’État du fait de l’ANSM
Le directeur général de l’Agence prenant ses décisions au nom de l’État, celui-ci peut être déclaré responsable du fait de la défaillance ou d’une carence fautive de l’ANSM. Cette responsabilité peut notamment résulter d’une faute dans la modification, la suspension ou le retrait de l’AMM au regard de l’évolution de l’état des connaissances scientifiques et des informations relevées grâce à la pharmacovigilance. Une faute peut également être commise par l’ANSM lors de la délivrance de l’AMM. Ce sera le cas si elle ne détecte pas une irrégularité présente dans le dossier par exemple.

#### L’Union Européenne
Il est possible d’envisager une action en responsabilité contre l’Union Européenne en raison d’un comportement préjudiciable de la Commission Européenne dans le cadre de la délivrance des AMM communautaires. 
En Effet, l’Union Européenne doit répondre des dommages causés par ses institutions ou ses agents dans l’exercice de leurs fonctions. 
Toutefois, un régime de responsabilité sans faute ne semble pas envisageable et la responsabilité de l’Union Européenne ne pourrait être envisagée en cas d'illégalité du comportement reproché à l'institution communautaire, de survenance d’un dommage et d’un lien de causalité entre le comportement reproché et le préjudice invoqué.

#### La victime
La loi du 19 mai 1998 met en place un régime de responsabilité du fait des produits défectueux indifférent de la nature contractuelle ou extracontractuelle de la relation entre la victime et le producteur. En effet, « le producteur est responsable du dommage causé par un défaut de son produit, qu’il soit ou non lié par un contrat avec la victime ».
En considérant l’indifférence de la situation des victimes, cette loi favorise la réparation des préjudices subis par les victimes du fait d’un produit de santé défectueux. Ces victimes peuvent être diverses. 
S’agissant des dommages causés aux personnes, la loi n’établit pas de distinction entre les victimes selon leur statut de consommateur ou de professionnel. De ce fait, en cas blessure, de décès ou de contamination, les professionnels de santé peuvent, au même titre que les consommateurs de soins bénéficier du régime de responsabilité sans faute du fait des produits de santé défectueux.
Également, il est à noter que les victimes par ricochet peuvent prétendre à ce régime de responsabilité au même titre que les victimes directes des produits de santé défectueux. En effet, ni la directive, ni la loi de transposition ne le prévoit. La jurisprudence, concernant la transmission du VIH par du sang contaminé a donc pu considérer que l’action en responsabilité du fait des produits de santé défectueux menée par des victimes par ricochet est recevable. En 2006, cette décision a par ailleurs été élargie aux produits défectueux mis en circulation avant que ne s’applique la directive du 25 juillet 1985, à savoir pour les produits mis en circulation avant le 30 juillet 1988.
Le régime de responsabilité mis en place par la directive s’applique non seulement aux personnes, mais également aux atteintes à un bien autre que le produit défectueux lui-même. Si la situation est claire concernant les dommages aux biens affectés à un usage privé, il en va différemment pour les dommages aux biens affectés à un usage professionnel. Ceci a fait l’objet d’une controverse et une question préjudicielle a été posée à la CJCE. Cette dernière estime que le champ d’application de la directive ne comprend pas les biens affectés à un usage professionnel. Toutefois, les États membres peuvent prévoir  la possibilité pour les victimes de demander réparation pourvu que celles-ci prouvent le défaut du dommage, le dommage ainsi qu’un lien de causalité entre le défaut et le dommage. 
Ainsi, le régime de responsabilité sans faute du fait des produits  de santé défectueux ne concerne que les biens affectés à un usage privé, ce que la cour de cassation a affirmé par la suite.

## Conditions de mise en œuvre
Afin d’engager la responsabilité du producteur du fait d’un produit défectueux, la victime doit prouver la défectuosité du produit, le dommage subi ainsi que le lien de causalité entre la défectuosité du produit et la survenance du dommage.

### La preuve de la défectuosité du produit
Prouver la défectuosité du produit suppose de mettre en évidence que le produit ne présente pas la sécurité à laquelle on peut légitimement s’attendre. Un produit défectueux ne doit pas être confondu avec un produit dangereux. En effet, un produit de santé, et plus particulièrement, les médicaments sont par nature des produits dangereux. Il convient alors, de déterminer si au regard de la présentation du produit, de l’usage qui en est attendu et du moment de sa mise en circulation, ce dernier peut être considéré comme défectueux.
Apporter la preuve de la défectuosité du produit peut s’avérer délicat. Il apparaît que toutes les circonstances doivent être prises en considération dans l’appréciation de la défectuosité du produit. 
L’affaire du vaccin contre l’hépatite B pose clairement cette difficulté. Si la cour de cassation a pu estimer qu’un vaccin contre l’hépatite B est défectueux dès lors que son imputabilité dans l’aggravation de la maladie était connue, la cour d’appel statuant sur renvoi estime que la défectuosité du produit ne peut être établie de par la seule connaissance du risque d’aggravation de la maladie étant donné que les connaissances liées à l'apparition d'une sclérose en plaques ne sont pas suffisamment précises. Pour faciliter l’action des victimes dans la preuve de la défectuosité du vaccin la cour de cassation précise que l’inversion du rapport bénéfices / risques peut être apporté par des présomptions graves, précises et concordantes. Toutefois, l’existence de ces présomptions n’a pas suffi à déterminer la défectuosité du produit. 
Dès lors, la preuve de la défectuosité d’un produit s’appréciera au cas par cas et reste soumise à l’appréciation souveraine des juges du fond.
Notons enfin qu’en matière de dispositifs médicaux la Cour de Justice de l’Union européenne a reconnu, en tenant compte du niveau élevé de sécurité auquel les patients peuvent légitimement s’attendre, le défaut potentiel de sécurité de stimulateurs et défibrillateurs cardiaques en raison de la potentialité anormale de dommage qu’ils sont susceptibles de causer.

### Le dommage
La directive du 25 juillet 1985 vise deux types de dommages.
En premier lieu, cela concerne les dommages qui résultent d’une atteinte à la personne, que ce soit d’une atteinte à la vie ou l’intégrité corporelle de celle-ci. Tous les préjudices sont recevables (corporel, esthétique, moral, économique…). Il est à noter que la cour a reconnu en 2008, concernant des sondes cardiaques auriculaires, que leur défectuosité potentielle avait créé un sentiment d’angoisse, même si le risque de rupture du fil de rétention qui aurait entraîné des blessures ou le décès ne s’est pas réalisé.
En second lieu, il s’agit des dommages causés aux biens de la personne, autres que le produit défectueux lui-même. La France se met en conformité avec les dispositions de la directive en ajoutant par l’article 29 de la loi no 2004-1343 du 9 décembre 2004 de simplification du droit, la franchise de 500 euros initialement prévue.
La question s’est posée de savoir à quels type de biens la directive entendait s’appliquer. Il s’agit de savoir si cela se limite aux biens destinés à un usage privé ou si les conséquences dommageables concernant les biens à usage professionnel du fait d’un produit défectueux peuvent être prises en considération. La CJCE, faisant suite à une question préjudicielle, estime en 2008 que la réparation des dommages causés aux biens non destinés à un usage privé ne relèvent pas du champ d’application de la directive. Si les biens à usage professionnels sont exclus, cela n’empêche pas les États membres de prévoit un régime de responsabilité spécifique pour ces derniers.

### La preuve du lien de causalité
La causalité relie le fait générateur au dommage et se distingue de l’imputabilité qui désigne l’existence d’un lien entre l’administration, l’utilisation du produit et la survenance du dommage.  
Le lien de causalité apparaît comme la condition de mise en œuvre de la responsabilité la plus difficile à prouver. En effet, ce lien de causalité doit être certain. Il est possible d’estimer que l’engagement de la responsabilité du fait d’un produit de santé défectueux doit reposer sur une certitude scientifiquement établie. Or, en matière de produits de santé défectueux cette certitude scientifique ne peut que très rarement exister. C’est ainsi qu’il est nécessaire d’opérer une distinction entre la causalité scientifique et la causalité juridique. Effectivement, l’engagement de la responsabilité sera possible dès lors que la causalité juridique est établie alors même que celle-ci peut reposer sur une incertitude scientifique. Le rôle des experts est ici prépondérant dans la détermination de la chaine causale et les juges suivront bien souvent les résultats des études scientifiques afin de déterminer l’existence ou l’inexistence d’une causalité juridique. Ainsi, si la causalité juridique s’établit en lien avec la causalité scientifique, celles-ci ne sont pas intimement liées pour autant. 
Afin de faciliter l’action des victimes dans la preuve de ce lien de causalité, la Cour de cassation admet la possibilité de recourir à des présomptions graves, précises et concordantes. Ces présomptions ne seront admises que si trois conditions sont réunies. En premier lieu, le fait doit pouvoir être matériellement une cause génératrice du dommage au regard des données acquises de la science. Également, il doit être hautement probable que le facteur ait été à l’origine du dommage. Enfin, toutes les autres causes possibles du dommage doivent avoir été exclues. 
Dès lors, la Cour de cassation a entendu faciliter l’action des victimes dans la preuve du lien de causalité, tout en limitant cette possibilité.

### Délais d’action et de prescription
Afin d’éviter toute confusion entre la défectuosité d’un produit de santé et l’obsolescence de celui-ci, l’article 1386-16 du code civil prévoit qu’en l’absence de faute du producteur, la responsabilité de ce dernier « est éteinte dix ans après la mise en circulation du produit ayant causé le dommage à moins que, durant cette période, la victime n’ait engagé une action en justice ». Il s’agit d’un délai de forclusion et non de prescription qui ne pourra être suspendu ou interrompu que par une action en justice de la victime. Au cours de l’arrêt Aventis Pasteur en date du 2 décembre 2009, la grande chambre de la CJCE est venue préciser qu’aucune législation nationale ne pourra prévoir de dispositions plus protectrices des droits s’agissant du délai d’extinction de la responsabilité du producteur. 
Toutefois, la Cour de cassation, dans un arrêt en date du 24 janvier 2006 estime que la forclusion décennale est inopérante s'agissant des produits mis en circulation avant la date d’entrée en vigueur de la directive, soit avant le 30 juillet 1988.
L'étude du délai de forclusion permet de mettre en lumière la volonté des rédacteurs de la directive de trouver un équilibre entre les droits des consommateurs et la responsabilité du producteur qui ne peut être totale.

### Les causes exonératoires de responsabilité du producteur

#### Les causes exonératoires de droit commun
Si la directive du 25 juillet 1985, ainsi que de la loi française de transposition du 19 mai 1998 envisagent des causes spécifiques d'exonération de la responsabilité du producteur, celles-ci n'écartent pas pour autant de manière formelle les causes d'exonération reconnues par le droit commun. En effet, les causes d'exonération de droit commun restent invocables pour la victime. Néanmoins, ces moyens de défense sont, pour certains, inopérants :
- Le fait du tiers prévu à l'article 1386-14 du Code civil[78] n’apparait pas comme une cause d’exonération de la responsabilité du producteur. L’invocation de ce moyen de défense ne pourra en aucun cas entrainer la réduction de sa responsabilité envers la victime.
- En revanche, l’article 1386-13 du Code civil[79] dispose qu’en présence d’un dommage causé tant par un défaut du produit que par la faute de la victime ou d’une personne dont celle-ci est responsable, la responsabilité du producteur pourra être réduite ou supprimée.
- Enfin, s’agissant de la force majeure, la directive de 1985 et la loi française de transposition de 1998 n'interdisent pas formellement l'invocation de cette cause d'exonération de droit commun par le producteur. En conséquence, il sera possible pour le producteur d'invoquer la force majeure pour s'exonérer de sa responsabilité, à charge pour ce dernier d’en caractériser l’imprévisibilité et l’irrésistibilité.

#### Les causes spécifiques d'exonération

##### Exonération pour risque de développement
En ne prévoyant pas formellement le risque de développement comme étant une cause exonératoire de la responsabilité du producteur d'un produit défectueux, la Directive a laissé aux États membres de l’Union européenne, la possibilité de l'introduire dans leur législation nationale. À ce titre et, au vu du 4° de l'article 1386-11 du code civil, la responsabilité de plein droit du producteur ne pourra pas être engagée s'il rapporte la preuve qu’au moment où il a mis le produit en circulation, l’état des connaissances scientifiques et techniques ne permettait pas de déceler l’existence du défaut. Toutefois, cette exonération pour risque de développement ne couvre pas les dommages causés par les éléments du corps humain ou par les produits issus de celui-ci.
S'agissant de la notion de risque de développement, la CJCE, dans un arrêt en date du 29 mai 1997, est venue préciser que l’état des connaissances scientifiques et techniques" doit être apprécié de manière exhaustive, de sorte que l'ensemble des connaissances accessibles sont visées. Aussi, la Cour de Justice précisera que l'appréciation de ces connaissances doit être faite de façon objective, sans que soient prises en compte les qualités et les aptitudes professionnelles du producteur.
Également, la première chambre civile de la Cour de cassation a pu juger, dans un arrêt en date du 15 mai 2007, que dans la mesure où l’exonération pour risque de développement est une option laissée aux États membres, celle-ci ne peut être invoquée pour des produits mis en circulation avant l'entrée en vigueur de la loi de transposition du 19 mai 1998.

##### Le commandement de la loi
Le 5e de l'article 1386-11 du code civil dispose que le producteur n'engagera pas sa responsabilité de plein droit lorsque celui-ci prouve que "le défaut est dû à la conformité du produit avec des règles impératives d'ordre législatif ou règlementaire". Étant précisé que pour que ce moyen de défense soit opérant, le texte en cause doit nécessairement présenter un caractère impératif. Aussi, il apparait évidemment nécessaire, pour le producteur, d'apporter la preuve d'un lien de causalité entre la défectuosité de son produit et sa conformité à une normes impératives.
Toutefois, il est à noter que l'article 1386-10 du code civil  précise que, peu importe que le produit ait été fabriqué conformément aux « règles de l’art » , aux normes existantes ou encore, qu’il ait fait l’objet d’une autorisation administrative telle que l’autorisation de mise sur le marché s’agissant des médicaments, celui-ci pourra être considéré comme responsable du défaut de son produit.
Enfin, le dernier alinéa de l'article 1386-11 du code civil dispose que « le producteur de la partie composante n'est pas non plus responsable s'il établit que le défaut est imputable à la conception du produit dans lequel cette partie a été incorporée ou aux instructions données par le producteur de ce produit ».
En outre, et s'agissant exclusivement des médicaments, des causes spécifiques d'exonération de responsabilité sont prévues par l'article L. 3131-3 du code de la santé publique s’agissant des hypothèses de prescription d'un médicament en dehors des indications prévues dans l’autorisation de mise sur le marché ou de l'utilisation d'un médicament non autorisé lorsque cette utilisation est recommandée ou exigée par le ministre de la santé en cas de menace sanitaire grave.

## Affaires judiciaires relatives à des produits de santé défectueux

### L’affaire du Stalinon
Mis sur le marché en 1952, le Stalinon est un médicament composé de sel d'étain. Il était indiqué pour la furonculose et a obtenu un visa (ancienne autorisation de mise sur le marché) en 1953. Au regard de sa toxicité, le visa de ce médicament fut retiré en 1954 en raison d’une centaine de décès reliée à la prise du médicament. Le producteur de ce médicament, M. Feuillet, a été condamné par un jugement du tribunal civil de la Seine, en date du 19 décembre 1957. Par la suite, ce jugement a été confirmé par la Cour d'Appel de Paris.
M. Feuillet et les laboratoires Février ont été responsable civilement respectivement pour deux tiers et un tiers de la défectuosité du médicament Stalinon. Ils tentèrent en vain de se retourner contre l’État pour faire admettre la faute lourde de ce dernier mais le Conseil d’État estima que M. Feuillet et les laboratoires Février ne pouvaient se « prévaloir utilement des fautes lourdes que l’État aurait commises en accordant sans contrôle et en ne retirant pas assez tôt le visa du ministre à la spécialité en question ou en assurant pas la surveillance de la fabrication ». L'argument principal repose dans l'adage "Nul ne peut se prévaloir de sa propre turpitude", ne permettant ainsi pas à M. Feuillet et au laboratoire Février de se retourner contre l'État.

### Affaire du Thalidomide
Le thalidomide est un médicament agissant en tant que sédatif et anti-nauséeux. Synthétisé par le laboratoire suisse Ciba en 1953 en Allemagne de l’Ouest et fabriqué par le laboratoire allemand Grünenthal GmbH, il fut commercialisé en 1957 dans quelques pays dont l'Allemagne et la Grande-Bretagne mais pas aux États-Unis ni en France (la commercialisation a été empêchée par l'adoption d'une loi instituant un contrôle strict sur les médicaments en 1961, ainsi la même année, un laboratoire pharmaceutique national qui s’était vu remettre le visa lui est rapidement retiré car les autorités avaient découvert les risques tératogènes reconnus en  Allemagne).
Ce médicament fut retiré du marché mondial en 1961 après la découverte de ses graves effets secondaires qui se sont avérés être des effets tératogènes développant des malformations congénitales sur les enfants nés des femmes ayant utilisé ce médicament durant leur grossesse. On estime le nombre de victimes entre 10 000 et 20 000.
La conséquence réglementaire de ce scandale sanitaire est la prise de conscience des autorités nationales d’instaurer des systèmes de contrôle des médicaments mis sur le marché. Aux États-Unis, bien que l’impact du scandale ait été minime, ce dernier a permis au législateur de modifier la politique de santé à travers le Kefauver-Harris Amendment to the Federal Food, Drug and Cosmetic Act en 1962 : les autorités sanitaires en plus de devoir statuer sur la sécurité, ont également l’obligation de statuer sur l’efficacité des médicaments commercialisés. En Europe, la Commission de la Communauté Européenne souhaitant développer un système de contrôle des médicaments lors de leur mise sur le marché, adopte la directive 65/6548, adoptée ensuite par le Conseil le 26 janvier 1965 instaurant dans les États membres le système des AMM (Autorisation de Mise sur le Marché). En 1978 est créé le centre mondial de pharmacovigilance à Uppsala (Suède) qui a pour mission de rechercher les effets secondaires et indésirables des médicaments.

### Affaire du Distilbène
Le diéthylstilbestrol est un diphénol de synthèse aux propriétés œstrogéniques synthétisé en 1938 au Royaume-Uni. En 1950, il a été mis sur le marché en France sous le nom de Distilbène. Il fut considéré comme un produit de santé sécuritaire dont le but était de prévenir les accouchements prématurés et les avortements mais des anomalies génitales touchant les enfants nés de mères ayant pris le médicament durant leur grossesse ont vite été décelées dès les premières prescriptions, avec des risques accrus de cancer de l’utérus ou du vagin pour les filles et des malformations génitales pour les garçons. Le médicament est interdit en France dès 1977 mais les problèmes de stérilité et les malformations génitales de ces enfants nommés « la Génération Distilbène » posent un considérable problème de santé publique. On estime le nombre de victimes françaises à 80 000 femmes. 
Deux victimes atteintes d’une tumeur au vagin ou au col de l’utérus engagent en 1991 une action judiciaire en responsabilité civile contre le laboratoire pharmaceutique UCB Pharma qui a vendu en France le diéthylstilboestrol sous l’appellation Distilbène. 
En mars 2006 la Cour de cassation a définitivement confirmé la responsabilité du laboratoire UCB-Pharma pour avoir commercialisé ce médicament accusé d'avoir engendré des milliers de cas de cancers, de stérilité et de malformations chez des jeunes femmes dont les mères avaient pris ce médicament. 
Selon la Cour de cassation, le laboratoire UCB-Pharma a « manqué à son obligation de vigilance » car il était au courant que des doutes sur l’innocuité du Distilbène existaient dès les années 1953-1954 donc bien avant 1971, qui plus est, l’utilisation du médicament était contrindiquée par de nombreuses études expérimentales et observations cliniques.
En juin 2005, huit femmes atteintes de cancers et de malformations de l'appareil génital se sont vues accordées par le tribunal de Nanterre des réparations financières à titre de dommages et intérêts mais surtout dans un arrêt rendu le 24 septembre 2009, la Cour de cassation renverse la charge de la preuve au profit de la victime. En effet elle ordonne, non pas aux victimes, mais aux deux laboratoires UCB Pharma et Novartis de prouver que leur produit n'est pas la cause directe du dommage.
En octobre 2012, la Cour d’appel de Paris confirme la condamnation de UCB Pharma et Novartis à verser des dommages et intérêts à une femme exposée au Distilbène durant la grossesse de sa mère alors que ces deux laboratoires s'opposent sur la répartition du paiement des dommages et intérêts.

### Affaire de l’hormone de croissance
Dans les années 1980, 1 698 enfants exposés au risque de nanisme traités par injections d’hormones de croissance élaborées à partir de prélèvements d’hypophyse réalisés sur des cadavres humains. Les conditions déplorables de prélèvement de l’hypophyse ont entraîné chez ces enfants le développement de la maladie de Creutzfeldt-Jakob. 125 enfants décéderont de cette maladie. La durée d’incubation de la maladie étant longue, les autres patients traités courent aussi le risque de développer un jour cette maladie. 
Dès 1985, le National Hormone and Peptide Program (NHPP) suspend la délivrance de l’hormone de croissance après qu’un lien a été établi entre le décès de trois patients de la maladie de Creutzfeld-Jakob et le traitement par hormone de croissance d’origine humaine qu’ils avaient reçus. Six mois plus tard, le NHPP met sur le marché une hormone de croissance de synthèse.
En France, l’association France-Hypophyse était chargée de la collecte de l’hormone. Tandis que le laboratoire de recherche de l’Unité de radio-immunologie (URIA) de l’Institut Pasteur réalisait le conditionnement et la distribution en collaboration avec la pharmacie centrale des hôpitaux.
Sur le plan pénal : les prévenus (anciens responsables et professionnels de santé) poursuivis pour complicité de tromperie aggravée, tromperie aggravée, homicides et blessures involontaires ont été relaxés. 
Sur le plan civil : l’Institut Pasteur a été jugé responsable du fait d’un manquement à son obligation de prudence et de diligence. Les juges du fond ont établi l’imputabilité de la maladie au traitement en se fondant sur des présomptions graves, précises et concordantes.
En janvier 2014, la Cour de cassation a relancé l'affaire pour les intérêts civils. Elle considérait que l'extraction et la purification de l'hormone de croissance d'origine humaine entraient dans la préparation d'un produit pouvant être administré à l'homme. Dès lors, ces opérations « relevaient (…) du monopole pharmaceutique ». Ces opérations auraient donc dû être pratiquées par un établissement pharmaceutique. Or, le laboratoire Uria n’en était pas un.

### Affaire de l'Isoméride
L’Isoméride est un médicament mis sur le marché en 1985 et commercialisé par les laboratoires Servier aux propriétés anorexigènes. Il a été retiré de la vente en France en juillet 1997 après la découverte d’effets secondaires graves comme des complications pulmonaires gravissimes. Si plus de 5 millions de Français ont utilisé ce produit et 40 d’entre eux sont décédés. Le 10 mai 2002 la Cour d’appel de Versailles condamne les laboratoires Servier à indemniser la plaignante, une femme greffée de deux poumons ayant pris de l’isoméride pour son traitement, en constatant la responsabilité du médicament dans la survenance d’une affection pulmonaire aux graves conséquences. Les laboratoires Servier engagèrent alors un pourvoi en cassation au motif que le lien de causalité direct et certain entre la pathologie alléguée par la plaignante et la prise du produit n’avait pas été établie. Dans un arrêt rendu le 24 janvier 2006, la Cour de cassation confirme la décision de la Cour d’appel de Versailles, tout en instaurant une nouvelle notion du lien de causalité qui a des répercussions sur l’ensemble de l’industrie pharmaceutique : il n’est plus requis qu’il soit direct et certain.

### L’affaire du sang contaminé
De nombreuses personnes ont été infectées du virus du Sida ou de l'hépatite C à la suite de transfusions sanguines durant les années 1980 et 1990. De nombreux procès ont été intentés, à l’encontre du gouvernement, et plus particulièrement du Premier Ministre du moment, Laurent Fabius, pour homicide involontaire. La responsabilité de l’État a été mise en œuvre pour faute simple commise dans l'organisation, la réglementation et le contrôle du service public de la transfusion sanguine, ayant permis la délivrance de produits sanguins non chauffés pour des personnes hémophiles (CE, 9 avril 1993).
Depuis lors, les produits d'origine humaine, comme le sang, ont été admis dans le champ de la responsabilité des produits de santé défectueux, donnant à la notion de produit de santé une définition plus large. Le risque de développement n’est pas invocable concernant le sang humain puisque ne s’applique pas aux produits issus du corps humain. L’État est finalement estimé responsable pour faute simple commise par l’absence de mesure de sécurité efficace encadrant le service public de la transfusion sanguine, et ce en ayant permis la délivrance de produits sanguins non chauffés pour des personnes hémophiles (CE, 9 avril 1993).

### Affaire du vaccin contre l’hépatite B
La vaccination contre l’hépatite B a été introduite en France en 1981. En 1994, une campagne de vaccination de masse ciblant les nourrissons et les pré-adolescents a été réalisée. Mais des cas de poussée de sclérose en plaques chez des sujets récemment vaccinés furent rapportés au début des années 90. En 1997, une association de victimes de vaccin contre l’hépatite B se crée. De nombreuses études scientifiques sont réalisées par la suite. Mais aucune étude ne montre de sur-risque significatif de développement d’une sclérose en plaques imputable au vaccin contre l’hépatite B. 
Néanmoins, des patients atteints de sclérose en plaques ont porté plainte. Or, il est impossible pour les victimes de démonter un lien de causalité entre l’apparition d’une sclérose en plaques et la vaccination contre l’hépatite B. Les victimes ont donc été déboutées jusqu’en 2009. La Cour de Cassation par un arrêt du 9 juillet 2009 a confirmé la condamnation d’un laboratoire fabricant un vaccin contre l’hépatite B à indemniser les dommages consécutifs à une poussée de sclérose en plaques apparue chez un patient deux mois après l’injection du produit ne présentant aucun antécédent personnel ou familiaux, ceci en se basant sur des présomptions suffisamment graves, précises et concordantes. Une condamnation est donc possible dans la mesure où nous sommes dans une situation d’incertitude scientifique (l’état des connaissances scientifiques ne permet pas de déterminer l’étiologie de la sclérose en plaques), lorsque l’apparition de la poussée de sclérose en plaques a lieu dans un temps voisin de l’injection du vaccin et que l’on peut prouver l’absence d’antécédents personnels ou familiaux. De plus, la Cour de Cassation a aussi retenu le défaut d’information des patients, car dans la notice du Vidal, antérieure à 1996, la sclérose en plaques ne figurait pas dans la liste des effets secondaires indésirables possible du produit. La Cour de Cassation a donc considéré que le vaccin contre l’hépatite B présentait le caractère d’un produit défectueux.

### L’affaire du Mediator
Le Mediator, mis sur le marché en 1976, par les laboratoires Servier, a été suspecté d'être à l'origine d'un certain nombre de décès. Il était en premier lieu destiné aux personnes diabétiques avant d'être indiqué en complément d'un régime alimentaire. Il est finalement retiré du marché, le 30 novembre 2009, après que de nombreux pays européen aient fait de même, souvent plusieurs années auparavant.
De nombreux procès ont alors été intentés à l'encontre des Laboratoires Servier à la fois devant le juge civil et le juge pénal. Le TGI de Nanterre a finalement jugé, par deux arrêts en date du 22 octobre 2015, que les Laboratoires Servier étaient civilement responsables quant à la défectuosité de ce médicament en établissant qu’il existait un lien de causalité certain entre la prise du médicament et les effets secondaires observés pour le premier arrêt. Dans le second arrêt, une causalité partielle a seulement été établie en raison des antécédents de santé de la patiente. L'affaire du Médiator n’est toutefois pas parvenue à son terme. Cette décision a fait l'objet d'un appel, et a été confirmée par un arrêt de la cour d'appel de Versailles, le 14 avril 2016, puis par un arrêt de la Cour de cassation du 20 septembre 2017. 
Servier et l'ANSM sont renvoyés devant le tribunal correctionnel à la demande du parquet le 30 août 2017 pour «  tromperie aggravée, obtention indue d’autorisation de mise sur le marché, escroquerie, blessures et homicides involontaires et trafic d'influence  », aux côtés de douze personnes physiques. Le groupe Servier est finalement reconnu coupable de "tromperie aggravée" et d'"homicides involontaires", est condamné à payer 2,718 millions d’euros d’amende et devra indemniser les victimes à hauteur d'environ 180 millions d'euros. L'ANSM quant à elle a été condamnée à la peine maximale de 225 000 euros pour "homicides et blessures involontaires" par négligence, ainsi qu'à des peines d'amendes contraventionnelles pour 78 000 euros. Si l'ANSM a déclaré ne pas faire appel de cette condamnation, les laboratoires Servier ont déclaré le 8 avril 2021 vouloir faire appel, tout comme le parquet deux jours plus tôt, qui déplore que le laboratoire ait été relaxé des délits d’« obtention indue d’autorisation de mise sur le marché » et d’« escroquerie ».

### L’affaire des prothèses PIP
Le scandale des prothèses PIP est révélé en mars 2010. On constate alors un taux de rupture deux fois plus important sur les implants Poly Implant Prothèse (PIP) que sur ceux des autres marques. L'Afssaps, diligente alors une inspection dans les locaux de la société. Elle y découvre l’utilisation d’un gel de silicone différent de celui déclaré lors de la mise sur le marché. Il n'est pas destiné à un usage médical, mais industriel. Les produits sont interdits à la consommation et la société placée en liquidation judiciaire. La substance irritante est, elle, soupçonnée d'être cancérigène. 
En 2011, à la suite de la désignation d’un comité de suivi des porteuses d'implants PIP par le ministère de la Santé, le gouvernement reconnaît le caractère inflammatoire des prothèses et recommande, « à titre préventif et sans caractère d'urgence », leur retrait des prothèses mammaires. Le retrait et le remplacement des implants seront intégralement pris en charge par la Sécurité sociale pour les cas de prothèses implantées après un cancer du sein. Dans les cas d'opérations esthétiques, seul le retrait des prothèses sera remboursé. Plusieurs types de procédures ont été engagés. Une information judiciaire contre X a été ouverte pour homicide involontaire par violation manifestement délibérée d'une obligation particulière de sécurité et de prudence. Par ailleurs, la Caisse nationale de l'assurance maladie (Cnam) a déposé plainte au pénal pour tromperie aggravée et escroquerie, mais aussi au civil afin que la Sécurité sociale puisse recouvrer les sommes recouvrables et faire valoir ses droits. Enfin, ont été assignés au civil les chirurgiens ayant pratiqué les opérations. Ils auraient manqué à leur devoir d'information, ainsi que la société allemande Tüv, qui certifiait la qualité des prothèses. 
Le tribunal correctionnel de Marseille a condamné en 2013 Jean-Claude Mas, le fondateur de la société PIP qui a vendu durant des années des implants mammaires frauduleux, à quatre ans de prison, à 75 000 euros d’amende et à une interdiction définitive d’exercer dans le secteur médical ou de gérer une entreprise.  Il a infligé aux quatre autres prévenus, d’anciens cadres ou dirigeants de l’entreprise, des peines allant de trois ans de prison, dont deux avec sursis, à 18 mois avec sursis. Le procès n’a pas permis de trancher cette question centrale de la dangerosité du produit, les études étant plutôt rassurantes, malgré un taux de rupture et de « transsudation » des prothèses supérieur à la normale. Le dernier bilan de l’Agence des produits de santé (ANSM) fait ainsi état de plus de 7 500 ruptures et 3 000 effets indésirables, principalement des «réactions inflammatoires», pour un nombre de porteuses estimé à 30 000 en France (plusieurs centaines de milliers dans le monde).A cette transgression collective, s’ajoutent l’inefficacité des inspections du géant allemand TÜV et l’alerte tardive de l’ANSM, tous deux parties civiles dans le procès sur les prothèses PIP. Un temps numéro 3 mondial du secteur des prothèses mammaires, l'entreprise PIP exportait près de 84 % de sa production, dont 50 % vers l'Amérique du Sud et 28 % vers l'Europe de l'Ouest. Au Royaume-Uni, où entre 40 000 et 50 000 femmes seraient porteuses d'implants de cette marque, plus de 250 patientes ont porté plainte contre les cliniques, faute de pouvoir le faire contre PIP. L'Italie et l'Australie conseillent de leur côté aux femmes de consulter leur chirurgien. Dans la plupart des pays d'Amérique du Sud, les implants ont été retirés du marché et les stocks détruits. Au Venezuela, les centres de santé publics retireront gratuitement les implants mammaires défectueux.

### L’affaire de «Diane-35»
Le médicament Diane-35, commercialisé en 1982, avait été développé par le laboratoire pharmaceutique Bayer pour combattre l’acné modérée et sévère. Mais les médecins ont souvent prescrit hors AMM ce médicament comme une pilule contraceptive. Cette utilisation avait entraîné des risques, notamment chez les jeunes femmes dont une, victime d’un AVC, avait porté plainte. Cette plainte a constitué le début du scandale sanitaire des pilules contraceptives de troisième et quatrième génération qui a secoué la France.
La notice le mentionne bien : « Comme d'autres traitements œstroprogestatifs, ce médicament expose à un risque accru d'accident thromboembolique (phlébite, embolie pulmonaire, accident vasculaire cérébral). Chez les femmes de plus de 35 ans, chez les femmes qui fument, ce risque de complications cardiovasculaires liées à la prise d'hormones augmente nettement ». Toutefois, très peu de chiffres sont disponibles sur les risques réels.
Mais selon une étude danoise, Diane-35 multiplierait par 6,68 la probabilité d'accidents thromboemboliques, parfois mortels. Cela la placerait au même niveau que les pilules de 3e et 4e génération, très critiquées après une série d'accidents graves.
L'ANSM a décidé de suspendre la vente de diane 35 et ses génériques en mai 2013 pendant trois mois à la suite de la détection de 125 cas de thromboses veineuses et quatre morts, justifiant sa décision en indiquant que l’agence avait réévalué le bénéfice/risque de Diane-35 dans sa seule indication autorisée : le traitement de l’acné chez la femme et que la conclusion de ce rapport était négatif. De plus, poursuit l'ANSM, « de nouvelles données sur le risque thromboembolique démontrent notamment un risque thromboembolique veineux quatre fois plus élevé que celui des femmes qui ne prennent pas ces traitements ».
Fin juillet 2013, la Commission de Bruxelles a imposé à la France la remise sur le marché de ces médicaments en restreignant leurs prescriptions et en demandant d’instaurer une obligation plus accrue sur les contre-indications afin de limiter les risques.
L’ANSM a donc décidé de remettre sur le marché Diane 35 uniquement dans le cadre de son utilisation première, à savoir comme médicament contre l’acné. Diane-35 et ses génériques vont également faire l’objet d’une surveillance renforcée afin de minimiser les risques liés aux effets secondaires. Ce médicament est réservé au traitement de seconde intention, c’est-à-dire après échec d’autres traitements contre l’acné comme des traitements externes par pommade.

## Galerie médias

Différents produits de santé
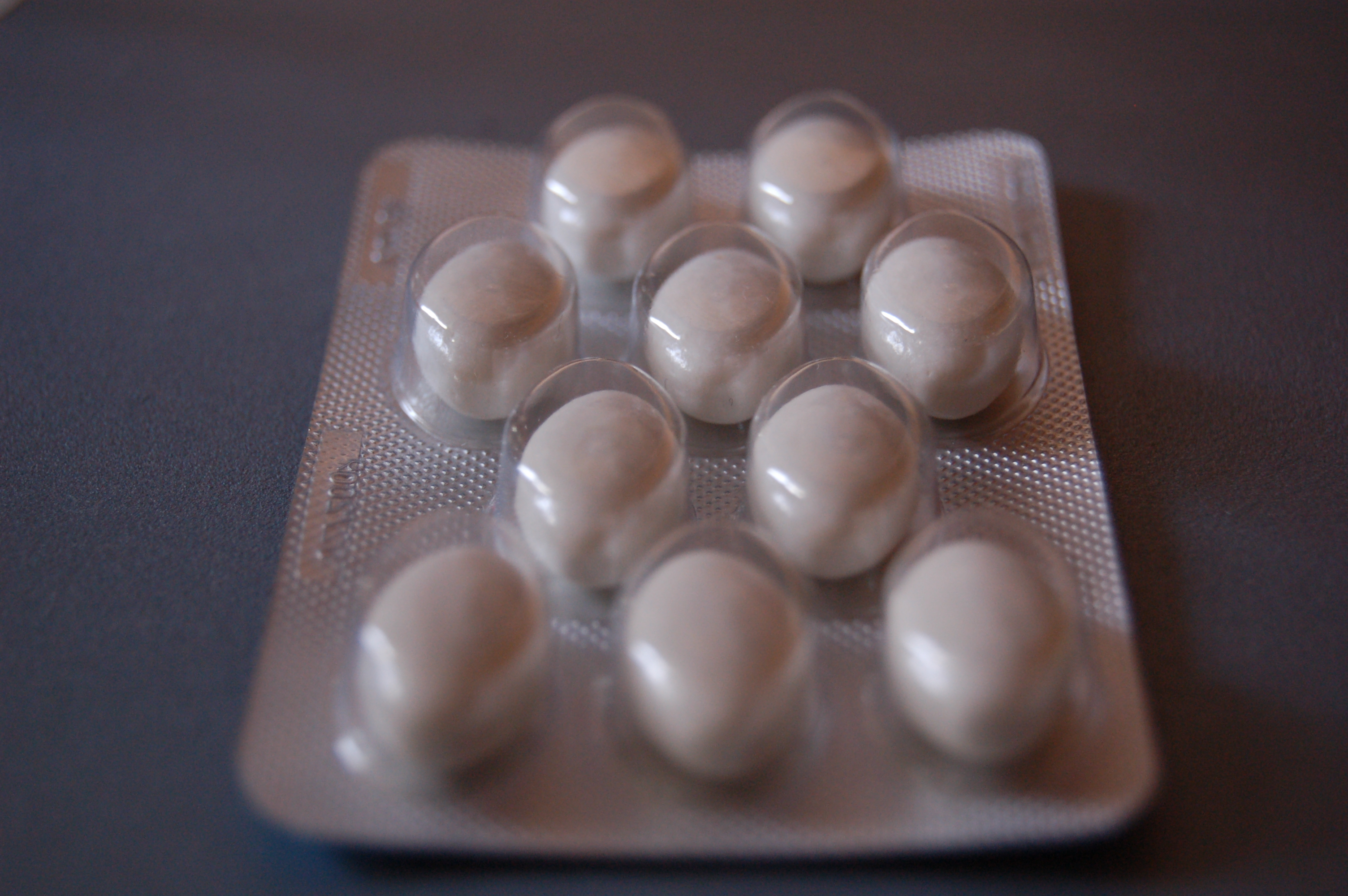
Une plaquette de comprimés
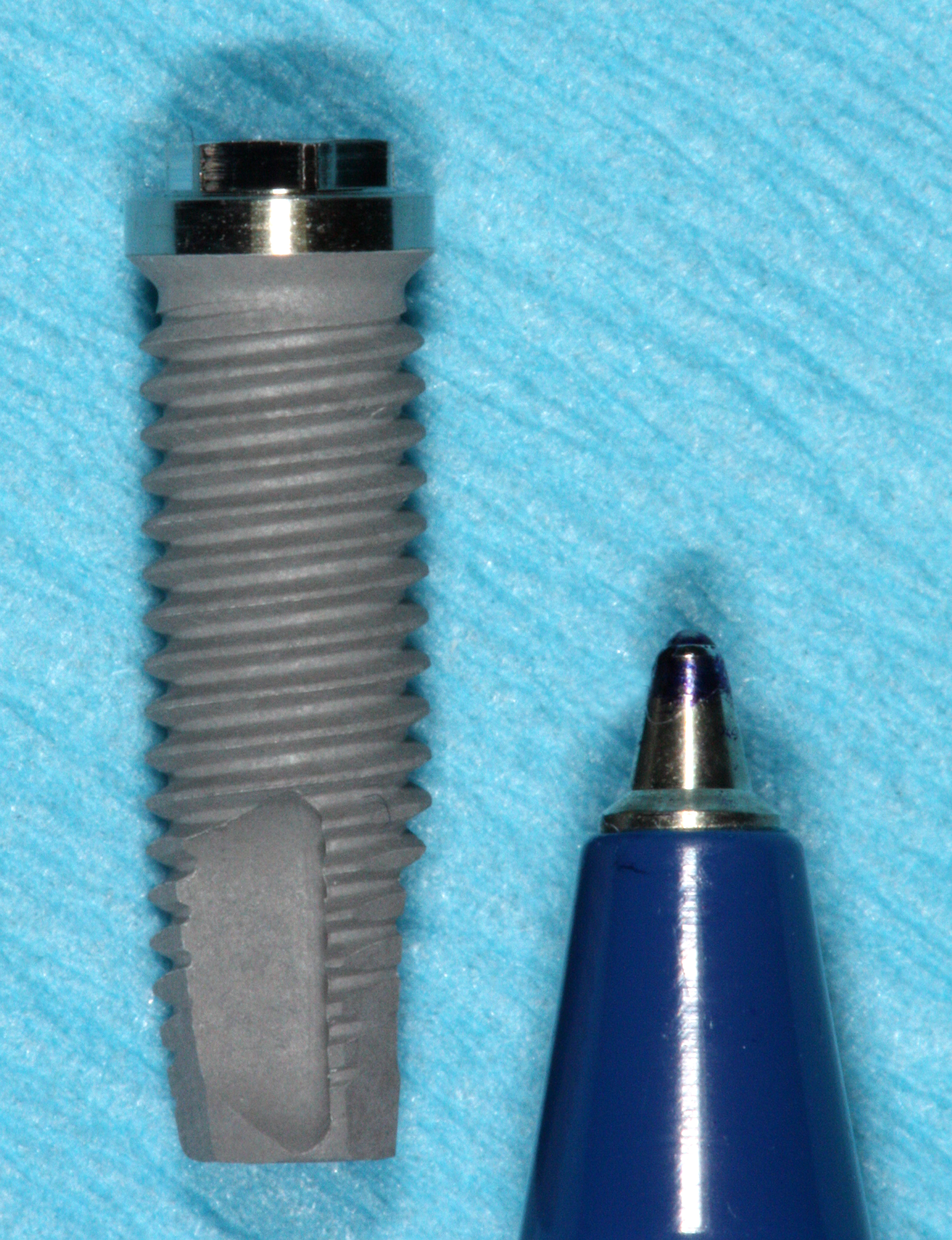
Un implant dentaire
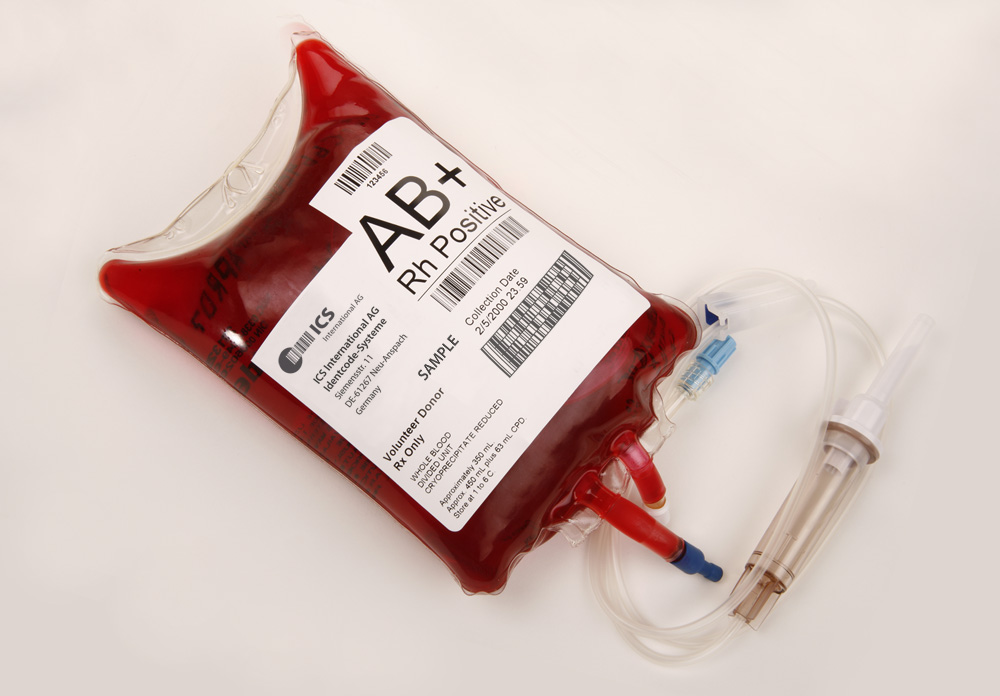
Une poche de sang
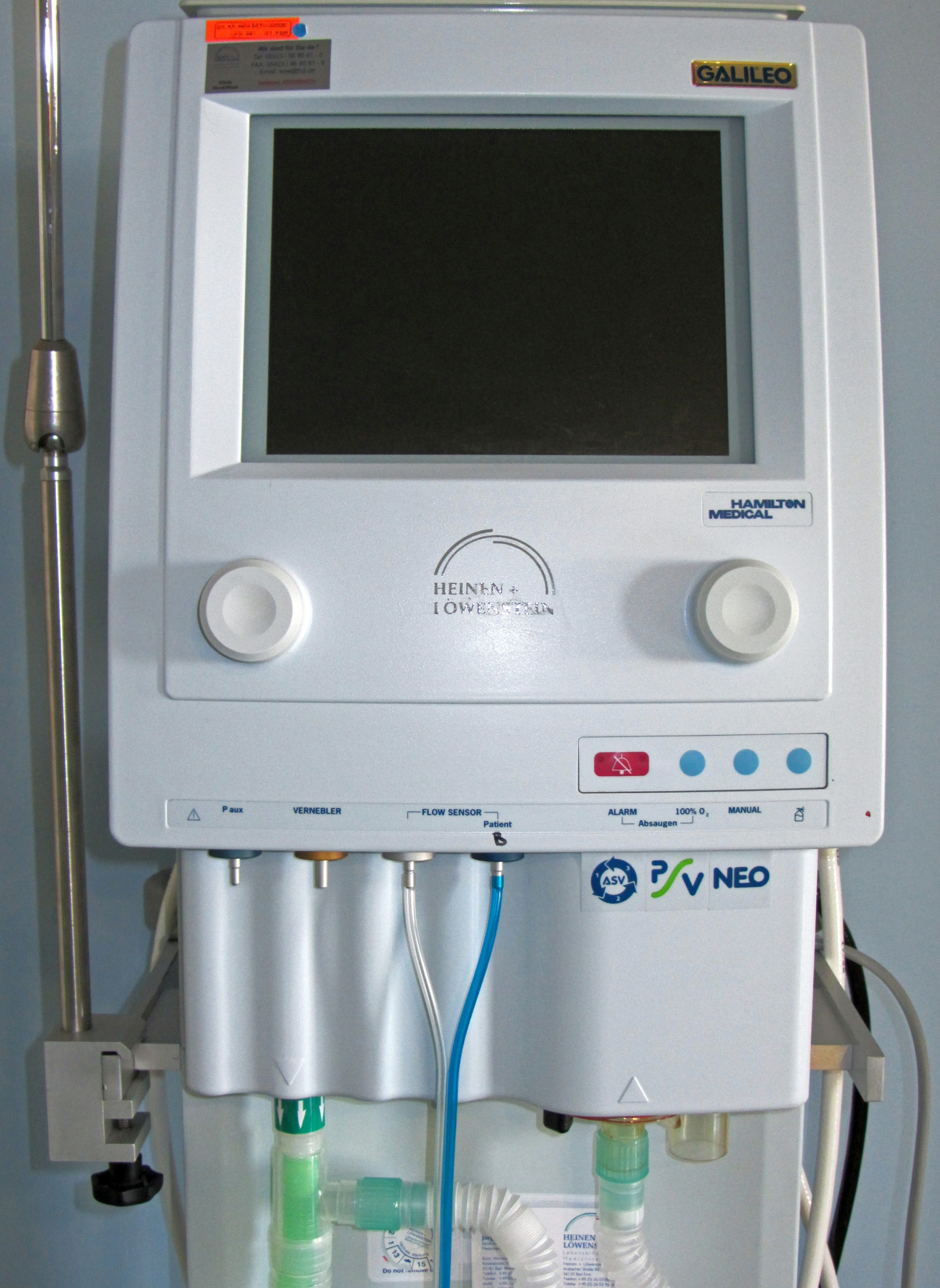
Un respirateur artificiel